# Bénédicte Gady
Bénédicte Gady (née le 8 juin 1972 à Cahors) est une historienne de l’art française, conservatrice en chef du Patrimoine au musée des Arts décoratifs, à Paris.

## Biographie
Diplômée de l'Institut d’Etudes politiques de Paris en 1994, elle poursuit des études d’histoire de l'art à l’Université Paris IV Sorbonne et obtient une maîtrise en 1996 (Pierre de Cortone et la France aux XVIIe et XVIIIe siècles), puis un DEA sous la direction d’Antoine Schnapper en 1998 (Gravure et échanges artistique. Catalogue des estampes françaises d’après les maîtres italiens contemporains (1655-1724)). Elle soutient sa thèse de doctorat en histoire de l’art en 2006 sous la direction d'Alain Mérot (L’Ascension de Charles Le Brun. Liens sociaux et production artistique, publiée en 2010 et lauréate du prix François-Victor-Noury de l’Académie française). Spécialiste du peintre Charles Le Brun,,, elle a reconstitué son corpus de jeunesse à partir de nombreuses œuvres inédites et remis en question la notion d’atelier au sens prosopographique du terme, dont le caractère anachronique pour le XVIIe siècle est démontré. Elle est co-commissaire en 2016 de l’exposition consacrée au peintre qui s'est tenue au musée du Louvre-Lens, et commissaire de l'exposition tenue à Barcelone et Madrid sur les grands cartons de Le Brun pour les décors versaillais.
En 2005 et 2006, elle est pensionnaire à l’Académie de France à Rome – Villa Médicis. Entre 2006 et 2008, elle est chargée de recherche au Centre allemand d'histoire de l'art pour l’édition des Conférences de l’Académie royale de peinture et de sculpture. Ses recherches portent principalement sur l'art du XVIIe siècle, le dessin à l’époque moderne et contemporaine, ainsi que l'histoire institutionnelle des mondes de l’art.
À partir de 2008, elle est collaboratrice scientifique au département des Arts graphiques du musée du Louvre, où elle organise plusieurs expositions sur les fonds du musée (consacrées à Jean-Baptiste Deshays de Colleville en 2009, Jean-Baptiste-Marie Pierre en 2010, le dessin baroque italien autour de Pierre de Cortone en 2011, Nicolas Vleughels en 2013, et sur les dessins de plafonds parisiens au XVIIe siècle en 2014). 
Depuis 2018, elle est conservatrice au musée des Arts décoratifs, chargée du département des Arts graphiques (dessins, papiers peints, photographies, du XVe au XXI siècle). Elle y a notamment assuré le commissariat de l’exposition Le Dessin sans réserve en 2020, qui a révélé la richesse des fonds de dessins du musée grâce à une plus grande ouverture des collections aux chercheurs.
À partir de 2012, elle assure un enseignement pour l'antenne parisienne de l'Université Stanford, consacré aux plafonds parisiens et aux musées de Paris.
En 2021, elle obtient le Creative Space Fellowship du Zentralinstitut für Kunstgeschichte de Munich.
En 2022, elle assure la Morse Historic Design Lecture du Cooper–Hewitt, Smithsonian Design Museum, en présentant une étude comparée des collections du Cooper Hewitt et du musée des Arts décoratifs,.
En 2024, elle assure le commissariat de l'exposition Jean Dubuffet. La joie de l'Innocence au musée Réattu à Arles.

## Publications

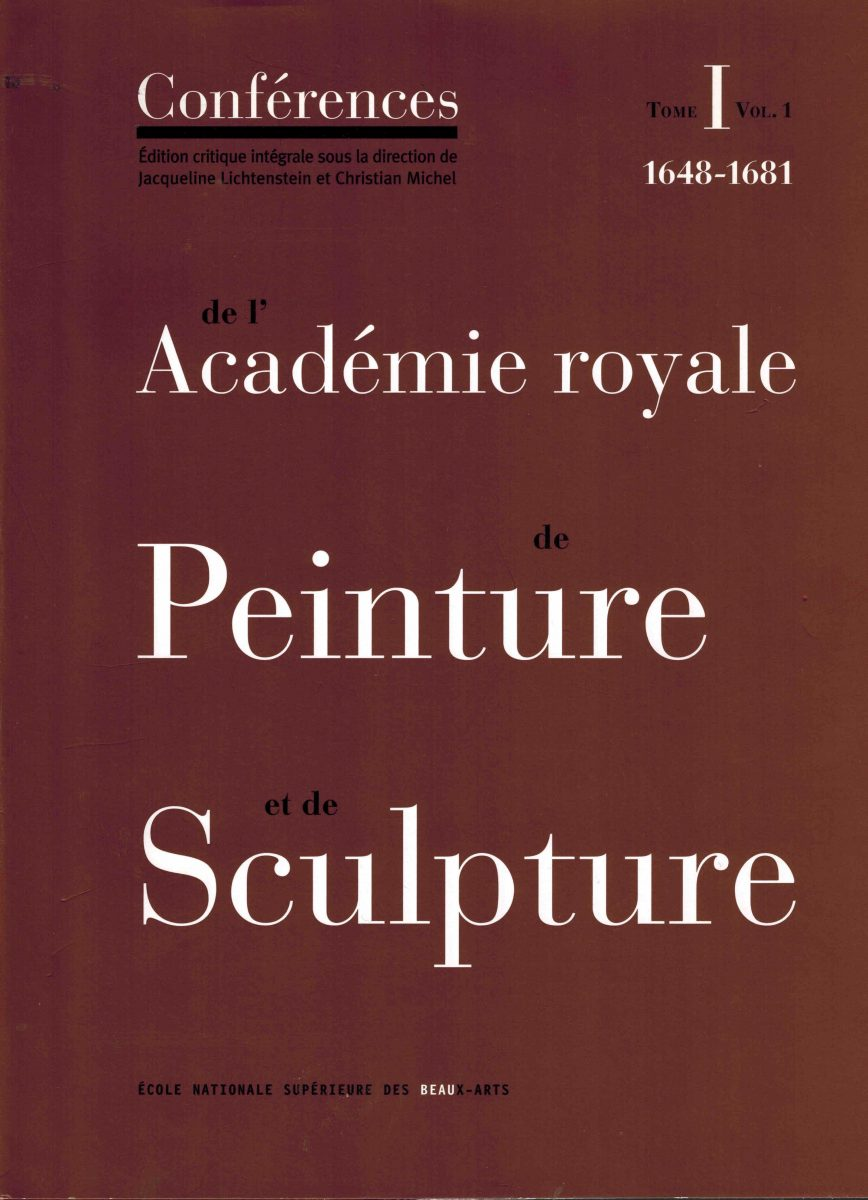
Conférences de l'Académie royale de peinture et de sculpture, vol.I : Les Conférences au temps d’Henri Testelin, 1648-1681, Paris, 2006.

- Bénédicte Gady, Achille Duchêne et le spectacle des jardins, Paris, musée des Arts décoratifs, album 01, 2022.
- Bénédicte Gady (dir.), Le dessin sans réserve. Collection du musée des Arts décoratifs, cat. exp. Paris, musée des arts décoratifs, 2020.
- Bénédicte Gady, « Variations sur la galerie des Glaces pour le château de Choisy ? Deux projets de Charles de La Fosse et Michel II Corneille restitués », dans Béatrice Sarrazin et Olivier Bonfait (dir.), Charles de La Fosse et les arts en France autour de 1700, actes du colloque de Versailles, 2015, Bulletin du Centre de recherche du château de Versailles, mis en ligne le 22 février 2019. Consulter en ligne
- Bénédicte Gady, « Jean Cotelle dessinateur. Le galant et l’ambitieux », dans Béatrice Sarrazin (dir.), Jean Cotelle (1646-1708). Des jardins et des dieux, cat. exp. Versailles, musée national des châteaux de Versailles et de Trianon, 12 juin-16 septembre 2018, p. 32-37.
- Bénédicte Gady, Juliette Trey (dir.), La France vue du Grand Siècle. Dessins d’Israël Silvestre (1621-1691), cat. exp. Paris, musée du Louvre, 2018, Paris, Liénart, 2018.
- Bénédicte Gady, Nicolas Milovanovic (dir.), Charles Le Brun (1619-1690), cat. exp. Lens, musée du Louvre-Lens, 2016, Paris, Liénart, 2016.
- Bénédicte Gady, « Les collections de l’Académie royale de peinture et de sculpture », dans Geneviève Bresc-Bautier (dir.), Histoire du Louvre, Paris, musée du Louvre, 2016, t. I, p. 453-456.
- Bénédicte Gady (dir.), Dibujar Versalles. Bocetos y cartones de Charles Le Brun (1619-1690) para la Escalera de los Embajadores y la Galeria de los Espejos, Barcelone, Lunwerg editores, 2015.
- Bénédicte Gady (dir.), Peupler les cieux. Les plafonds parisiens au XVIIe siècle, cat. exp. Paris, musée du Louvre, 2014, Paris, musée du Louvre et Le Passage, 2014.
- Bénédicte Gady « Des dessins pour la gravure ? Quelques réflexions sur l’adéquation entre apparence et destination », dans Barbara Brejon de Lavergnée (dir.), Dessins français du XVIIe siècle, Collections du département des Estampes et de la photographie, cat. exp. Paris, Bibliothèque nationale de France, 18 mars-15 juin 2014, Paris, BnF, p. 17-23.
- Bénédicte Gady, Pietro da Cortona et Ciro Ferri, Paris, collection « Cabinet des dessins », Paris, musée du Louvre, 2011.
- Bénédicte Gady, L’ascension de Charles Le Brun. Liens sociaux et production artistique, Paris, éditions de la Maison des Sciences de l’homme, 2010.
- Bénédicte Gady, « La gravure dans la gravure. Exercices visuels et sémantiques », dans Peter Fuhring, Barbara Brejon de Lavergnée, Marianne Grivel, Séverine Lepape, Véronique Meyer (dir.), L’estampe au Grand Siècle. Études offertes à Maxime Préaud, Paris, 2010, p. 449-463.
- Bénédicte Gady, Jean-Claude Boyer, Barbrara Gaehtgens, Richelieu patron des arts, Paris, éditions de la Maison des Sciences de l’homme, 2009.
- Bénédicte Gady, « D’un ministre à l’autre : rencontre entre Poussin et Le Brun », dans Jean-Claude Boyer, Barbara Gaehtgens, Bénédicte Gady (dir.), Richelieu patron des arts, Paris, 2009, p. 337-367.